# Golden Globe for bedste animationsfilm
Golden Globe for bedste animationsfilm er en filmpris der gives af Hollywood Foreign Press Association, for at hædre animationsfilm.

## Vindere
| År   | Film                        | Instruktør                      | Studie                        |
| ---- | --------------------------- | ------------------------------- | ----------------------------- |
| 2006 | Biler                       | John Lasseter                   | Pixar Animation Studios       |
| 2007 | Ratatouille                 | Brad Bird                       | Pixar Animation Studios       |
| 2008 | WALL-E                      | Andrew Stanton                  | Pixar Animation Studios       |
| 2009 | Op                          | Pete Docter                     | Pixar Animation Studios       |
| 2010 | Toy Story 3                 | Lee Unkrich                     | Pixar Animation Studios       |
| 2011 | The Adventures of Tintin    | Steven Spielberg                | Nickelodeon Movies            |
| 2012 | Modig                       | Mark Andrews, Brenda Chapman    | Pixar Animation Studios       |
| 2013 | Frozen                      | Chris Buck, Jennifer Lee        | Walt Disney Animation Studios |
| 2014 | Sådan træner du din drage 2 | Dean DeBlois                    | DreamWorks Animation          |
| 2015 | Inderst inde                | Pete Docter                     | Pixar Animation Studios       |
| 2016 | Zootropolis                 | Byron Howard, Rich Moore        | Walt Disney Animation Studios |
| 2017 | Coco                        | Lee Unkrich                     | Pixar Animation Studios       |
| 2018 | Spider-Verse                | Bob Persichetti, Rodney Rothman | Sony Pictures Animation       |
| 2019 | Mysteriet om Hr. Link       | Chris Butler                    | Laika Studios                 |